# He Knows You're Alone
He Knows You're Alone (no Brasil, Noivas em Perigo ou Trilha de Corpos), é um filme de terror de 1980, dirigido por Armand Mastroianni e protagonizado por Don Scardino, Caitlin O'Heaney e Tom Hanks em seu primeiro trabalho no cinema.

## Sinopse
O filme conta a história de uma noiva que é perseguida por um perigoso assassino, que tem sua preferência em matar noivas e pessoas que o cercam. Seu trauma começou anos antes, quando foi rejeitado pela moça que amava para ficar com um outro homem pouco antes de ocorrer o casamento dos dois. Enquanto os amigos da noiva são assassinados um por um, um detetive que também teve sua esposa assassinada, tenta fazer o assassino parar de uma vez por todas. A noiva tenta enxergar se isso é sua imaginação ou não, com a ajuda de seu ex-namorado.

## Elenco
- Don Scardino - Marvin
- Caitlin O'Heaney - Amy Jensen
- Tom Hanks - Elliot
- Elizabeth Kemp - Nancy
- Tom Rolfing - Ray Carlton
- Lewis Arlt - Detetive Len Gamble
- Patsy Pease - Joyce
- James Rebhorn - Prof. Carl Mason
- Dana Barron - Diane Jensen
- Joseph Leon - Ralph
- Paul Gleason - Detetive Frank Daley
- James Carroll - Phil

## Ficha técnica
- Estúdio: Metro Goldwyn Mayer
- Distribuição: Metro Goldwyn Mayer
- Direção: Armand Mastroianni
- Roteiro: Scott Parker
- Produção: George Manasse
- Música: Alexander Peskanov e Mark Peskanov
- Fotografia: Gerald Feil
- Direção de arte: Susan Kaufman
- Edição: George T. Norris